# Битва при Могачі (1687)
45°51′05″ пн. ш. 18°24′34″ сх. д. / 45.85125° пн. ш. 18.40944444° сх. д.
Друга битва при Могачі відбулася 12 серпня 1687 року під час п'ятої австрійсько-османської війни (1683—1699), що була частиною боротьби Османської імперії зі Священною Лігою.

## Хід битви
Цісарсько-баварське військо (50 тис. солдатів) на чолі з князем Каролем Лотаринзьким та курфюрстом Баварії Максиміліан II Емануелем побило турецьку армію (80 тис. солдатів) на чолі з великим візиром Сулейманом-Пашею. Битва відбулася за 40 км від Могача, а свою назву отримала з пропагандистською метою (як відповідь на Битву при Могачі 1526 року, в якій османи здобули перемогу).